# Karl-Ernst Lober
Karl-Ernst Lober (* 6. August 1927 in Namslau, Schlesien; † 27. April 2008) war ein deutscher Politiker (NPD).
Er war von 1967 bis 1971 Vorsitzender der NPD-Fraktion im Landtag von Schleswig-Holstein.

## Leben und Beruf
Nachdem er die Schule mit einer Vorsemesterbescheinigung verlassen hatte, nahm Lober als Soldat am Zweiten Weltkrieg teil. Nach der Entlassung aus der Kriegsgefangenschaft absolvierte er von 1946 bis 1949 eine Lehre zum Bäcker und war anschließend bis 1953 in seinem erlernten Beruf als Geselle tätig. Danach besuchte er das Sozialpädagogische Institut in Hamburg, wo er 1956 das Examen zum staatlich geprüften Jugendwohlfahrtspfleger ablegte. Ab 1957 war er Kreisjugendpfleger und Kreissportreferent sowie stellvertretender Leiter der Verwaltung des Jugendamtes des Kreises Schleswig.

## Partei
Lober beantragte am 17. März 1944 die Aufnahme in die NSDAP und wurde zum 20. April desselben Jahres aufgenommen (Mitgliedsnummer 10.064.869). Er war nach dem Krieg zunächst Mitglied der SRP und später im Hamburger Landesvorstand der DRP.
Lober gehörte 1964 zu den Mitbegründern der NPD. Er war Vorsitzender des NPD-Kreisverbandes Schleswig und des NPD-Landesverbandes Schleswig-Holstein.

## Abgeordneter
Lober war von 1967 bis 1971 Mitglied des Landtages von Schleswig-Holstein und dort in dieser Zeit Vorsitzender der NPD-Landtagsfraktion.